# スパイダーマン2
『スパイダーマン2』（Spider-Man 2）は、2004年のアメリカ合衆国のスーパーヒーロー映画である。
2002年に公開された『スパイダーマン』の続編。サム・ライミ監督版スパイダーマン三部作の第2作目となる。最先端のVFXが高く評価され、第77回アカデミー賞において視覚効果賞を受賞した。

## ストーリー
グリーン・ゴブリンとの死闘から2年。ピーターはスパイダーマンとして日夜悪と闘いながら大学にも通っていた。しかしヒーロー稼業の忙しさゆえに大学（コロンビア大学で物理学専攻）は落第寸前。せっかく見つけたピザ屋のバイトもクビになってしまった。そんな中ピーターは、メイおばさんが開いてくれた誕生パーティーでMJとハリーに久々の再会を果たす。しかしゴブリンの一件以来MJとの距離は広がり、ハリーともどこかぎこちなくなっていた。
ある日、ピーターはハリーの紹介で尊敬する科学者オットー・オクタビアスと出会う。ハリーは父ノーマン亡き後、オズコープ社の社運を賭けた核融合プロジェクトを仕切っており、その中心人物がオクタビアスだったのだ。愛妻家で温厚な心優しいオクタビアスはピーターを好意的に迎え入れ、科学に寄せる情熱を力説した。妻ロージーとも仲むつまじいオクタビアスは、ピーターにとってまさに理想の存在だった。
翌日。オクタビアスが観衆の前で核融合のデモンストレーションを行う日がやってきた。オクタビアスは脊髄に人工知能を搭載した金属製のアームを直結し、そのアームで人間の入り得ない状況下での実験を披露するという。実験は順調に進んでいったが、実験装置に過負荷がかかり、強力な磁場が発生した。会場は粉々に破壊され、観衆はパニックに。その場に居合わせたピーターがスパイダーマンとして活躍し、最悪の事態は免れたが、ロージーは命を落とし、オクタビアスも事故に巻き込まれ、アームの人工知能を制御していたチップを失ってしまう。その直後に意識不明となり病院に運ばれ手術を受けるが、制御チップを失った事でアームの人工知能が凶悪化。オクタビアスが気を失っている間に医師達を虐殺し逃亡してしまう。その後、思考を凶悪なアームに完全支配されたオクタビアスは「ドクター・オクトパス」と化し、実験装置の再建をもくろみ資金調達のため銀行を襲撃する。
一方、ヒーローとしての使命に迷いが生じていたピーターは超人的な力が消え始める。苦悩の末、ピーターは遂にスパイダーマンを引退することを決意する。

## 登場人物
ピーター・パーカー / スパイダーマン
演 - トビー・マグワイア
主人公。今作では大学生。ヒーローとしては相変わらず人気者。しかしヒーロー活動の激務で勉学が疎かになり落第寸前。バイトにも支障が出ている。これらによる多大なストレスから能力が思うように発揮できない状態になり、ヒーローをやめる決意をする。しかしメイに自分の過去の過ちを打ち明け悩みは払拭できたことで自分の使命を自覚し、迷いを捨てたことで能力を取り戻し、改めてヒーローとして生きることを決意する。ただし通行列車でのオクトパスとの戦いで乗客たちに素顔を見られてしまう。
メリー・ジェーン・ワトソン
演 - キルスティン・ダンスト
ヒロイン。女優として活躍している。繊細で自分が出演している劇をピーターが見ていないことに傷ついていたが、後に見に来た時には喜んでいた。
ハリー・オズボーン
演 - ジェームズ・フランコ
ピーターとメリーの親友。父を殺したスパイダーマンを憎んでいる。(実際は殺していない。)ピーターがスパイダーマンの写真をいつも間近で撮っていることからスパイダーマンの正体を知っていると勘ぐっている。そして、ついにスパイダーマンの正体がピーターであることを知ってしまう。ラストでは亡霊として現れたグリーン・ゴブリンに復讐を唆され、グリーン・ゴブリンのスーツを見つけてしまう。
オットー・オクタビアス / ドクター・オクトパス
演 - アルフレッド・モリーナ
良き愛妻家で温厚な心優しい科学者。知性は「特権」ではなく「授かり物」であり、人類の為に使うべきだと考えている。ピーターからも尊敬を受け、ハリーにも能力を見込んで出資している。偉人にも詳しい。高度な人工知能を搭載した4本のアームを開発し、背中に装着したが、トリチウムを使った核融合の公開実験にて、あまりのエネルギーに磁場が発生し、事故を起こしてしまう。スパイダーマンの救出により一命は取りとめたが、妻が亡くなってしまう。更にはアームを制御していたチップが壊れてしまい、凶悪化したアームの人工知能に精神を支配され、ドクター・オクトパスとなってしまう。実験の成功しか考えられなくなったオクトパスは、必要な資金を調達するために銀行強盗を行った。スパイダーマンとは幾度も戦い、最終決戦に挑むがスパイダーマンの説得により一時的に正気を取り戻し、最期は実験場を破壊するため、自ら犠牲となり死亡した。
ロージー・オクタビアス
演 - ドナ・マーフィー
オットーの良き妻。英文学を専攻していた。夫の起こしてしまった事故の衝撃でガラスの破片を浴びてしまい、死亡する。
アジズ
演 - アーシフ・マンドヴィ
ピーターが働いていたピザ屋の店長。ピーターのことは（ヒーロー活動で）仕事が遅れることから呆れているが「イイ奴」なのは認めている。29分以内の配達をモットーにしている。ピーターのあまりの配達の遅刻癖にピーターを解雇した。
Dr.カーティス（カート）・コナーズ
演 - ディラン・ベイカー
大学教授。学業が疎かになっているピーターを心配している。
メイ・パーカー
演 - ローズマリー・ハリス
ピーターの伯父の妻。ピーターとともに銀行に来た際にドクター・オクトパスが起こした強盗事件に巻き込まれる。
ジョン・ジェイムソン
演 - ダニエル・ギリーズ
大尉。メリーと婚約する。しかし、ラストでメリーがピーターへの愛を思い出したことで婚約を破棄される。
Mr.ディコヴィッチ
演 - エリヤ・バスキン
ピーターが住むアパートの大家。
J・ジョナ・ジェイムソン
演 - J・K・シモンズ
新聞社の重役。アームをもって暴走したことからオットーをドクター・オクトパスと名付けた。
ホフマン
演 - テッド・ライミ
J・ジョナ・ジェイムソンの部下。
ベティ・ブラント
演 - エリザベス・バンクス
新聞社の人間。
ジャックス
演 - ジョエル・マクヘイル
銀行の融資係。ドクター・オクトパスが起こした銀行強盗に巻き込まれる。

## キャスト
| 役名                                          | 俳優                   | 日本語吹替 |
| --------------------------------------------- | ---------------------- | --- |
| ピーター・パーカー / スパイダーマン           | トビー・マグワイア     | 猪野学 |
| メリー・ジェーン・ワトソン                    | キルスティン・ダンスト | 岡寛恵 |
| ハリー・オズボーン                            | ジェームズ・フランコ   | 鉄野正豊 |
| オットー・オクタビアス / ドクター・オクトパス | アルフレッド・モリーナ | 銀河万丈 |
| メイ・パーカー                                | ローズマリー・ハリス   | 谷育子 |
| ロージー・オクタビアス                        | ドナ・マーフィー       | 高島雅羅 |
| J・ジョナ・ジェイムソン                       | J・K・シモンズ         | 立川三貴 |
| ジョン・ジェイムソン                          | ダニエル・ギリーズ     | 石川禅 |
| Dr.カーティス（カート）・コナーズ             | ディラン・ベイカー     | 原康義 |
| ジョセフ・"ロビー"・ロバートソン              | ビル・ナン             | 石住昭彦 |
| ベティ・ブラント                              | エリザベス・バンクス   | 本田貴子 |
| ホフマン                                      | テッド・ライミ         | 飛田展男 |
| ベン・パーカー                                | クリフ・ロバートソン   | 勝部演之 |
| ノーマン・オズボーン グリーン・ゴブリン       | ウィレム・デフォー     | 山路和弘 |
| スノーティ・アッシャー                        | ブルース・キャンベル   | 江原正士 |
| レイモンド                                    | ダニエル・デイ・キム   | 宮内敦士 |
| Mr.ディコヴィッチ                             | エリヤ・バスキン       | 池田勝 |
| アースラ・ディコヴィッチ                      | マゲイナ・トーヴァ     | 小林沙苗 |
| アジズ氏                                      | アーシフ・マンドヴィ   | 水島裕 |
| 銀行の融資係ジャックス                        | ジョエル・マクヘイル   | 多田野曜平 |
| 瓦礫を避ける路上の男                          | スタン・リー           | 多田野曜平 |
| その他                                        |                        | 立石凉子 阿部桐子 沢海陽子 大久保祥太郎 藤井ゆりあ 船木真人 小森創介 小野隆世 上村祐翔 林智恵 魚建 泉久実子 泉裕子 楠大典 青山桐子 柚木麻友子 清水明彦 金尾哲夫 小林良也 永田博丈 滝沢ロコ 海鋒拓也 村上想太 LiLiCo |
| DC版追加キャスト                              |                        | 湯屋敦子 原田晃 中村浩太郎 大森はじめ 森夏姫 |
|                                               |                        | |
| 演出                                          |                        | 岩見純一 |
| 翻訳                                          |                        | 松崎広幸 |
| 調整                                          |                        | 菊池悟史 武田将仁 |
| 録音スタジオ                                  |                        | ACスタジオ |
| 制作                                          |                        | ACクリエイト |

## スタッフ
- 監督：サム・ライミ
- 脚本：アルヴィン・サージェント
- VFXデザイナー：ジョン・ダイクストラ、スティーブ・ジョンソン
- VFX：ソニー・ピクチャーズ・イメージワークス
- 音楽：ダニー・エルフマン
- タイトルデザイン：カイル・クーパー

## 映像ソフト
2004年12月3日にメイキングシーン等が収録されている特典DISCが付属したデラックス・コレクターズ・エディションが発売。2005年4月13日、2014年8月22日には単体版が発売。
2007年10月17日には『1』と『3』の本作がセットになった、期間限定のDVD・Blu-rayトリロジーBOXが発売された。
2007年3月28日には続編『スパイダーマン3』の公開に併せて、本作に約8分間の未公開映像を追加したディレクターズ・カット版『スパイダーマン2.1』がDVD『スパイダーマン2プラス1 エクステンデッド・エディション』として発売された。後に上記、2017年発売のトリロジーBlu-rayBOX内の『2』に本作が収録されており、2014年にはBlu-ray単体版も発売されている。

## 主題歌
- アナ・ジョンソン 「ウィ・アー」
- T.M.Revolution 「Web of Night (English Version)」 ※日本版テーマソング

## 地上波放送履歴
| 回数  | テレビ局   | 番組名             | 放送日         | 備考                                      |
| ----- | ---------- | ------------------ | -------------- | ----------------------------------------- |
| 初回  | 日本テレビ | 金曜ロードショー   | 2007年4月27日  | 地上波初放送。『スパイダーマン3』公開記念 |
| 2回目 | テレビ朝日 | 日曜洋画劇場       | 2009年3月22日  |                                           |
| 3回目 | フジテレビ | 土曜プレミアム     | 2010年10月16日 |                                           |
| 4回目 | テレビ東京 | 午後のロードショー | 2019年7月5日   |                                           |
| 5回目 | テレビ東京 | 午後のロードショー | 2022年1月18日  |                                           |

## ゲーム版
アメリカ合衆国では2004年6月28日にPS2・GBA・GC・Xbox・PC（Windows）版が発売された。後に、DS・PSPでも発売。日本では2004年9月30日にPS2版、2005年1月6日にDS版、2006年10月31日にPSP版がタイトーから発売された。前作とは違い、吹き替えはなし。
映画「スパイダーマン2」に登場する人物
- スパイダーマン/ピーター・パーカー（声 - トビー・マグワイア）
- メリー・ジェーン・ワトソン（声 - キルスティン・ダンスト）
- ハリー・オズボーン（声 - ジョシュ・キートン）
- Dr.オットー・オクタビアス／ドック・オク（声 - アルフレッド・モリーナ）
- メイ・パーカー（声 - ミンディ・スターリング）
- ロージー・オクタビアス（声 - スーザン・イーガン）
- J・ジョナ・ジェイムソン（声 - ジェイ・ゴードン）
- ジョン・ジェイムソン（声 - チャールズ・クラウスメイヤー）
- コナーズ教授（声 - ジョー・アラスカイ）
- ジョセフ・"ロビー"・ロバートソン	（声 - ジェフ・クープウッド）
- ベティ・ブラント（声 - ベタニア・ローデス）
- アジズ氏（声 - キース・ザラバッカ）

映画には登場しない人物
- ブラックキャット（声 - ホーリー・フィールズ）
- ライノ（声 - ジョン・ディマジオ）
- ハーマン・シュルツ／ショッカー（声 - マイケル・ビーティー）
- クエンティン・ベック／ミステリオ（声 - ジェームズ・アーノルド・テイラー）
- カリプソ（声 - アンジェラ・シェルトン）
- ルーク・ケイジ（声 - ゲイリー・アンソニー・スタージス）
- ナレーター（声 - ブルース・キャンベル）